# Viels-Maisons
Viels-Maisons is een gemeente in het Franse departement Aisne (regio Hauts-de-France). De plaats maakt deel uit van het arrondissement Château-Thierry. Viels-Maisons telde op 1 januari 2022 1.199 inwoners.

## Geografie
De oppervlakte van Viels-Maisons bedroeg op 1 januari 2022 21,44 vierkante kilometer; de bevolkingsdichtheid was toen 55,9 inwoners per km².
De onderstaande kaart toont de ligging van Viels-Maisons met de belangrijkste infrastructuur en aangrenzende gemeenten.

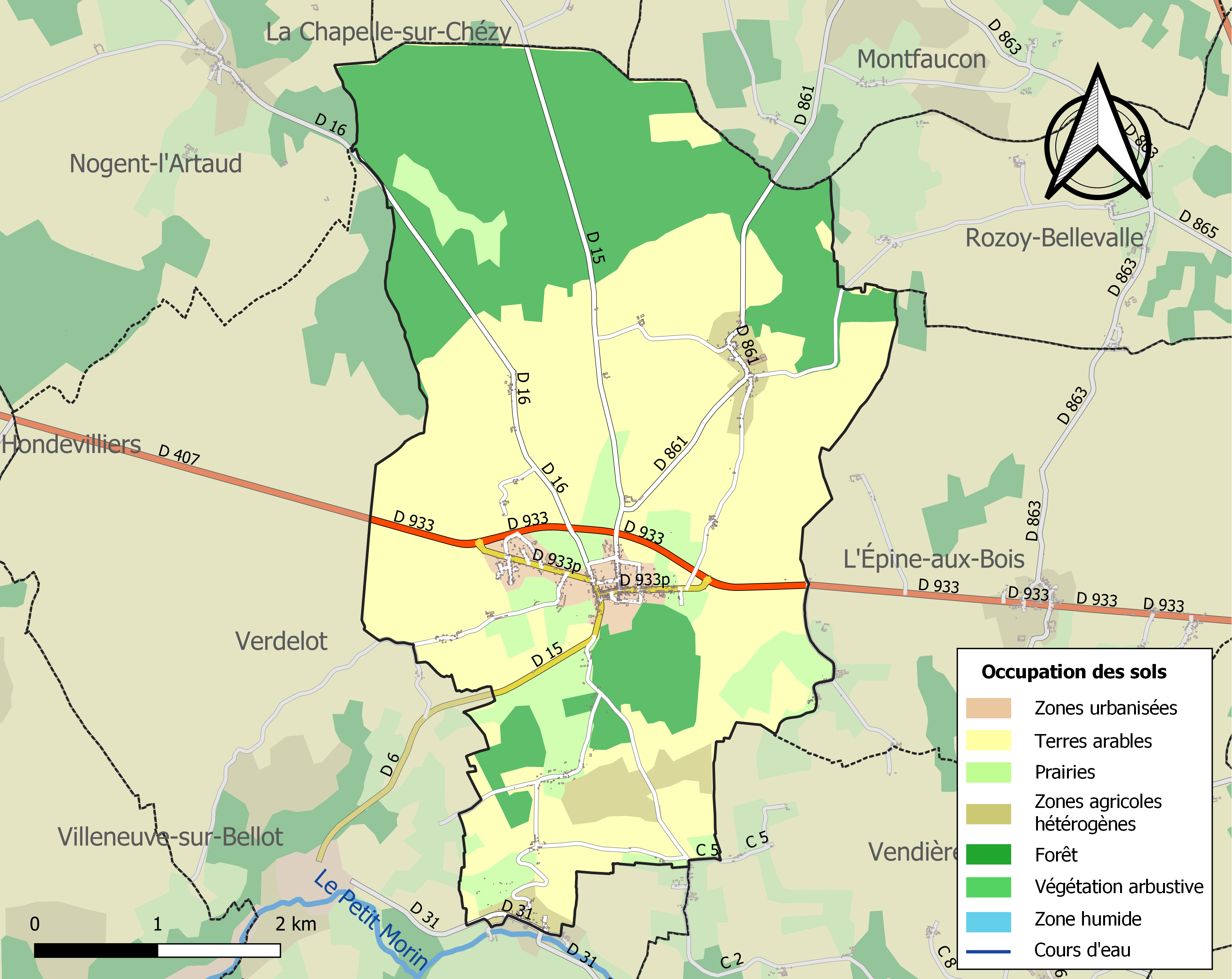

## Demografie
Onderstaande figuur toont het verloop van het inwonertal (bron: INSEE-tellingen).
Vanwege een beveiligingsprobleem met de MediaWiki Graph-software is het momenteel niet mogelijk deze grafiek weer te geven. Zodra de software is bijgewerkt zal de grafiek vanzelf weer zichtbaar worden.